# Rubió (Soriguera)
Rubió, de vegades també anomenat Rubió del Cantó, és un poble del terme municipal de Soriguera, a la comarca del Pallars Sobirà. Pertanyia ja a l'antic terme de Soriguera, abans que aquest s'ampliés amb Estac.
Rubió disposà d'una entitat municipal descentralitzada pròpia, heretada de temps pretèrits, que es va suprimir el 1992.
És a prop de l'extrem de llevant del terme municipal, a la dreta del barranc de les Comes de Rubió. És el nucli més alt habitat permanentment de Catalunya. Actualment forma una entitat local menor amb junta administrativa pròpia. Segons Joan Coromines, Rubió té el seu origen en un nom propi llatí, degudament evolucionat cap al català medieval: Rubbionis, que esdevé la forma actual per evolució simple.
L'església parroquial, dedicada a Sant Salvador depèn de la de Llagunes. Antigament formava part del Vescomtat de Pallars.

## Geografia
El poble de Rubió està situat en un esperó del vessant sud de la Roca de Coma-sarrera i sud-est de la Basseta, en un petit turó que forma la carena en aquell lloc i que domina el poble pel nord. Les cases s'estenen en els laterals oest, sud-oest i sud d'aquest turó, amb l'església de Sant Salvador a l'extrem de llevant del poble. Recorre el poble un sol carrer, irregular i que fa una giragonsa.
Les cases del poble
- Casa d'Andreu
- Casa de Bigorra
- Casa de Caplloc
- Casa de Cisco
- Casa de Pei
- La Rectoria
- Casa de Soler
- Casa de Vilanova

## Història
El 1553 Robio enregistrava 3 focs civils i cap d'eclesiàstic
(uns 15 habitants). Pascual Madoz dedica un article breu del seu Diccionario geográfico...
a Rubió. Hi diu que és una localitat de l'ajuntament de Soriguera. Es troba en una penya sota una alta muntanya, al costat del Torrent de les Comes. El clima hi és fred, propens a les inflamacions, i el combaten tots els vents. Tenia en aquell moment 10 cases, una font i l'església de Sant Salvador, annexa de la de Llagunes. Les terres són fluixes, pedregoses i muntanyoses. S'hi produïa sègol, patates, mongetes i fenc. S'hi criava bestiar de tota mena, en especial vacum. Hi havia caça de llebres, perdius i conills i pesta de truites. Comptava amb 5 veïns (cap de casa) i 32 ànimes (habitants).
L'entitat local menor de Rubió no consta quan va ser creada, però era una de les pedanies existents des de molts anys enrere. Eren regides per un alcalde pedani. Passats els anys, aquestes entitats foren convertides en les actuals entitats municipals descentralitzades i adaptades a les noves legislacions municipals. La de Rubió fou suprimida el 1992, tot i que deixà d'actuar abans de les eleccions del 1991, any en què no hi va haver cap candidatura a la seva presidència. A les eleccions municipals del 1979 no s'hi havia presentat cap candidatura.
Com estava previst en la legislació municipal d'aquell moment, els pobles constituïts en entitat municipal descentralitzada (EMD) elegien, alhora que l'alcalde i regidors del seu municipi, un president d'EMD. En el cas de Rubió, aquesta figura va ser coberta per Josep Mitjana i Lliset (1983 - 1991).

## Demografia
| 1857 | 1888 | 1900 | 1920 | 1930 | 1940 | 1950 | 1960 | 1970 | 1981 | 1991 | 2000 | 2002 | 2004 | 2006 | 2008 | 2010 | 2011 |
| ---- | ---- | ---- | ---- | ---- | ---- | ---- | ---- | ---- | ---- | ---- | ---- | ---- | ---- | ---- | ---- | ---- | ---- |
| 65   | 43   | 39   | 49   | 52   | 36   | 36   | 33   | 10   | 12   | 14   | 10   | 9    | 11   | 10   | 9    | 10   | 10   |